# Fontana in Piazza Clemente XI
Fontana in Piazza Clemente XI är en fontän på Piazza Clemente XI i quartiere Primavalle i nordvästra Rom. Fontänen består av ett brunnskar och tre vattenskålar, vilka bärs upp av en baluster. På vardera sida om fontänen står två mindre dricksvattenfontäner. Fontänen invigdes den 31 januari 1953 av Salvatore Rebecchini, Roms dåvarande borgmästare.

## Bilder
| - Piazza Clemente XI, uppkallad efter påve Clemens XI, med fontänen på en karta från år 2021. Även de bägge dricksvattenfontänerna är utmärkta. |